# DJ S
Franck Loyer, connu comme DJ S, DJ Concepteur Détonateur « S » ou encore DJ Détonateur S, est un DJ français.

## Biographie
Il enregistre les deux premiers albums du Suprême NTM : Authentik (1991) et 1993... J'appuie sur la gâchette (1993).
Il produit avec Lord Mac l'album L’Invasion (1998) du groupe Psykopat.
Franck Loyer a ensuite quitté le monde de la musique.

## Postérité
Dans le film Suprêmes (2021), son rôle est joué par Vini Vivarelli.
Dans la mini-série Le Monde de demain (2022), son rôle est interprété par Victor Bonnel.